# 작은큰귀갈색박쥐
작은큰귀갈색박쥐(Histiotus montanus)는 애기박쥐과에 속하는 남아메리카 박쥐의 일종이다. 아르헨티나와 볼리비아에서 발견되며, 브라질과 칠레, 콜롬비아, 에콰도르, 페루, 우루과이 그리고 베네수엘라에서도 서식하는 것으로 추정된다.